# マリー・アウグステ・フォン・トゥルン・ウント・タクシス
マリー＝アウグステ（マリア・アウグスタ）・フォン・トゥルン・ウント・タクシス（Marie-Auguste(Maria Augusta) von Thurn und Taxis, 1706年8月11日 - 1756年2月1日）は、ヴュルテンベルク公カール・アレクサンダーの妃。

## 生涯
マリー＝アウグステはトゥルン・ウント・タクシス侯アンゼルム・フランツと、その妃マリア・ルドヴィカ・アンナ・フォン・ロプコヴィッツ（1683年 - 1750年）の間の娘として生まれた。オーストリア領ネーデルラントで育ち、後にトゥルン・ウント・タクシス家の本拠であるフランクフルト・アム・マインに移っている。
1727年5月1日、マリー＝アウグステは同じカトリック信徒のヴュルテンベルク＝ヴィンネンタール公カール・アレクサンダーと結婚した。夫は1733年に本家を継いでヴュルテンベルク公となった。10年の結婚生活の間、夫妻はお互いを敵と見なし、どちらも策謀や秘密や駆け引きをめぐらして相手を陥れようとした。夫のカール・アレクサンダーはマリー＝アウグステが国政に干渉したり、公爵の大臣たちを非難するのを防ぐために、たびたび妻の召使にスパイをさせていた。1736年、激しい夫婦喧嘩の後、カール・アレクサンダーは妻から国政には関わらないとする約束の手紙を引き出した。
1737年3月12日、カール・アレクサンダーは軍事視察旅行に向かう前日に急死し、公爵夫妻のわずか9歳の長男カール・オイゲンが公爵位を継いだ。マリー＝アウグステはヴュルテンベルク＝ノイエンシュタット公カール・ルドルフ率いる摂政会議と争い、11月5日、摂政から譲歩を引き出した。公爵未亡人は多額の年金と共同摂政の肩書き、そして長男の養育権を確保した。
1739年頃から、マリー＝アウグステはヴュルテンベルク軍のある大尉と愛人関係にあった。やがて公爵未亡人の妊娠の噂が広まり、枢密院はこの件に関する調査を始めた。大尉は退役させられ、マリー＝アウグステは1740年4月にブリュッセルに逃亡し、5ヶ月間滞在していた。この事件のため、マリー＝アウグステは重要な政治決定や長男の養育からも排除された。
しかし1744年までに、マリー＝アウグステはかなりの程度まで影響力を取り戻した。彼女は上の息子2人をプロイセン軍に勤務させるように仕向け、長男の公爵カール・オイゲンにフリードリヒ2世（大王）の姪を娶らせることに成功した。カトリック信徒だったマリー＝アウグステは、末息子のフリードリヒ・オイゲンをローマ教会の聖職者にしようとしたが、フリードリヒ・オイゲンはプロイセン軍の将軍となり、フリードリヒ2世の別の姪と結婚してしまった。
マリー＝アウグステの影響力はカール・オイゲンが成人したことで、1749年までには衰えた。その後1756年にゲッピンゲンで死んだ。

## 子女
夫カール・アレクサンダーとの間に6人の子女をもうけた。
- カール・オイゲン（1728年 - 1793年） - ヴュルテンベルク公
- オイゲン・ルートヴィヒ（1729年）
- ルートヴィヒ・オイゲン（1731年 - 1795年） - ヴュルテンベルク公
- フリードリヒ・オイゲン（1732年 - 1797年） - ヴュルテンベルク公
- アレクサンダー（1733年 - 1734年）
- アウグステ・エリーザベト（1734年 - 1787年） - 1753年、従兄のトゥルン・ウント・タクシス侯カール・アンゼルムと結婚